# Ута Балленштедтская
Ута Балленштедтская (также Ута Наумбургская; нем. Uta von Ballenstedt, предположительно 1000 — 23 октября, ок. 1046) — маркграфиня, жена Эккехарда II, маркграфа Мейсена, Саксонской Восточной марки и графа Хутици.

## Семья
Родители Уты (Оды) — Адальберт, маркграф Балленштедта, и Гидда, дочь графа Одо I Лужицкого.
У неё были три брата: Эзико Балленштедтский — граф, основатель рода Асканиев, Дитрих — настоятель церкви в Балленштедте, Лудольф — монах монастыря Корвэй, и сестра Хацеха — настоятельница аббатства Гернроде.

## Детство и юность
Ута родилась 1 января 1000 года в Гарце, живописном горном крае в Германии. Юная графиня воспитывалась в одном из женских монастырей, расположенных вблизи семейных поместий. Предназначались они для представительниц высокой знати, играли роль не только религиозных центров, но и своего рода академий и университетов. В монастырях велось летописание, переписывались книги, создавались трактаты, собирались богатые библиотеки. Ута много читала, прекрасно разбиралась в истории, любила музыку, хорошо играла на органе, знала лекарственные травы. Главные качества, которые ей прививали с детства — домовитость и почитание будущего супруга.

## Замужество
Брак Уты с графом Мейсенским состоялся, по всей видимости, из политических интересов. На этом браке, который оказался бездетным, окончился род Эккехардинеров. Эккехард II, который правил графством 15 лет (1031—1046) вплоть до своей внезапной кончины, был отважным воином и справедливым правителем. После его смерти в 1046 году Ута в возрасте 46 лет ушла в монастырь аббатства Гернроде, которым управляла её сестра Хацеха, отказавшись от наследства мужа, которое частично перешло аббатству и императрице Агнесе. Дата смерти Уты не установлена, известно лишь, что это произошло 23 октября.

## В архитектуре

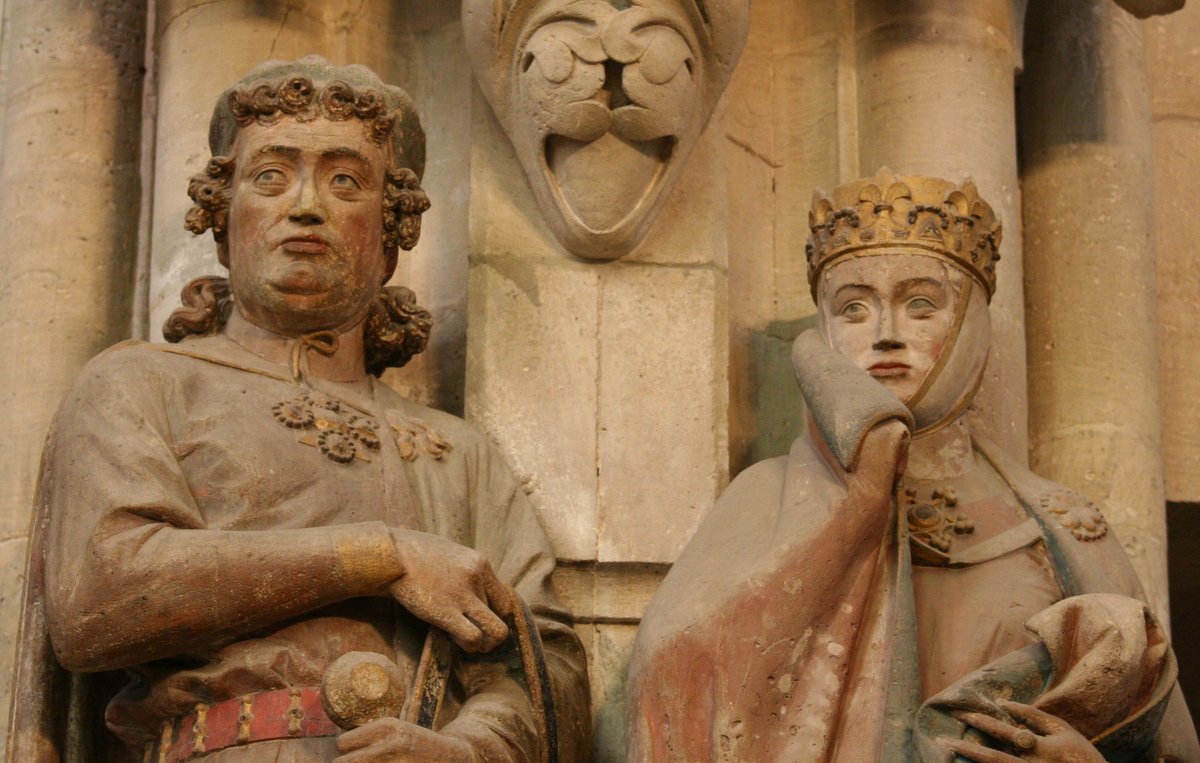
Ута и Эккерхард

В историческом центре немецкого городка Наумбург (земля Саксония-Анхальт) находится Наумбургский собор. В западной части собора на высоте примерно трёх метров высятся фигуры маркграфа Эккехарда II и его супруги Уты — это единственное дошедшее до нас её скульптурное изображение. Её лицо излучает чистоту и силу. На груди у маркграфини брошь в виде шестиконечной снежинки с тремя окружностями на каждом луче (знамя мира). Скульптурное изображение Уты считается[кем?] одним из самых ярких женских образов в искусстве Средних веков.

## В живописи
Фигуру маркграфини, держащей в руках ларец с сокровищем Мира — камнем Чинтамани, использовал в своей работе «Держательница мира» (Камень несущая) Н. К. Рерих. Картина была написана в 1933 году и посвящена жене художника — Е. И. Рерих.